# 한나 몬타나: 더 무비
한나 몬타나: 더 무비(Hannah Montana: The Movie)는 2009년 개봉한 미국의 영화이다. 시트콤 한나 몬타나를 영화화 한 것이다.

## 줄거리
영화는 인기 팝스타 한나 몬타나로 활동하는 십대 소녀 마일리 스튜어트의 이야기다. 마일리는 화려한 삶에 빠져 가족과 친구들을 소홀히 하게 되고, 아버지 로비는 그녀를 고향인 테네시 주 크롤리 코너스로 데려간다. 그곳에서 마일리는 할머니 루비와 어린 시절 친구 트래비스를 만나고, 소박한 삶의 소중함을 깨닫기 시작한다.
한편, 악덕 기자인 오스왈드 그레인저는 한나의 정체를 알아내려 혈안이 되어 있다. 마일리는 어쩔 수 없이 한나의 모습으로 사람들 앞에 나서야 했고, 친구 릴리는 한나의 고향이 크롤리 코너스라는 사실을 오스왈드에게 발설한다. 마일리는 고향에서 다양한 사람들과의 만남을 통해 점점 시골 생활에 적응해가지만, 오스왈드는 계속해서 그녀를 추적한다.
마을 사람들은 지역 개발업자 때문에 땅을 잃을 위기에 처하고, 마일리는 위기를 극복하기 위해 자신이 한나 몬타나라는 사실을 숨긴 채 마을 행사에 참여한다. 마일리는 트래비스와 데이트를 하기로 했지만, 한나로서 마을 시장과의 저녁 식사 약속도 있어서 이중생활을 하던 중 트래비스에게 정체를 들키고 실망을 안겨준다. 설상가상으로, 아버지는 마일리의 이중생활을 보호하기 위해 로렐라이와의 관계를 포기한다.
결국 마일리는 자신의 진실된 모습을 보여주기로 결심한다. 한나 몬타나 콘서트 도중 가발을 벗고 자신의 정체를 밝히고, 그녀의 솔직함에 감동한 관객들은 비밀을 지켜줄 것을 약속한다. 오스왈드는 마일리의 정체가 담긴 사진을 공개하려 하지만, 한나를 좋아하는 딸들의 모습에 마음을 바꿔 기사를 포기하고, 마일리는 트래비스와 화해하며 로렐라이와 로비도 재결합한다. 마지막으로, 마일리는 다시 한번 한나 몬타나로서 무대에 올라 공연을 펼친다.

## 출연
- 마일리 사이러스 (Miley Cyrus) - 한나 몬타나 역
- 에밀리 오스먼트 (Emily Osment) - 릴리 트러스콧 역
- 루카스 틸 (Lucas Till) - 트래비스 브로디 역
- 제이슨 얼스 (Jason Earles) - 잭슨 스튜어트 역
- 미첼 무소 (Mitchel Musso) - 올리버 오큰 역
- 폴 페리 (Paul Perri)

## 같이 보기
- 한나 몬타나 & 마일리 사이러스: 베스트 오브 보스 월드 콘서트